# والتر لينكولن هوكينز
والتر لينكولن هوكينز (بالإنجليزية: Walter Lincoln Hawkins)‏ (و. 1911 – 1992 م) هو كيميائي، ومهندس من الولايات المتحدة الأمريكية .
توفي عن عمر يناهز 81 عاماً.

## التعليم
تعلم في جامعة كولومبيا، ومعهد رينسيلار للعلوم التطبيقية

## جوائز
حصل على جوائز منها:
- القلادة الوطنية للتكنولوجيا والابتكار.